# Cantó d'Eiguranda
El cantó d'Eiguranda és un cantó francès del departament de la Corresa, situat al districte d'Ussel. Té 10 municipis i el cap és Eiguranda.

## Municipis
- Ais
- Confin de Sarsòna
- Cortés
- Eiguranda
- Fauet
- La Masiera Nauta
- La Ròcha
- Merlinas
- Monestièr e Merlinas
- Sent Pardos lo Nòu

## Història
| Data d'elecció                           | Identitat        | Partit           | Qualitat |
| ---------------------------------------- | ---------------- | ---------------- | -------- |
| 1979-1992                                | Annie Lhéritier  | RPR              |          |
| 1992-                                    | Pierre Chevalier | RPR, després UMP |          |
| les dades anteriors no són pas conegudes |                  |                  |          |
|                                          |                  |                  |          |

| 1962  | 1968  | 1975  | 1982  | 1990  | 1999  | 2006  |
| ----- | ----- | ----- | ----- | ----- | ----- | ----- |
| 3.727 | 3.924 | 3.589 | 3.484 | 3.125 | 2.822 | 2.698 |